# 루마니아 U-21 축구 국가대표팀
루마니아 U-21 축구 국가대표팀(루마니아어: Echipa națională de fotbal a României Sub-21)은 루마니아를 대표하는 21세 이하의 축구 국가대표팀으로, 루마니아의 축구 관리 기관인 루마니아 축구 연맹의 관리를 받는다. 1998년부터 UEFA U-21 축구 선수권 대회에 총 4번 참가해 2019년에는 준우승을 기록했다.

## 역대 감독
| 감독                  | 임기        |
| --------------------- | ----------- |
| 코스티커 슈테퍼네스쿠 | 1990 ~ 1991 |
| 아우렐 치클레아누     | 1994 ~ 1995 |
| 일리에 두미트레스쿠   | 2002        |
| 비오렐 몰도반         | 2014        |
| 미렐 러도이           | 2018 ~ 2019 |